# Jeremy Brockie
Jeremy Brockie, né le 7 octobre 1987 à Nelson, est un footballeur néo-zélandais évoluant au poste d'attaquant. Formé en Australie, il fait ses débuts professionnels en Nouvelle-Zélande, puis part pour l'Australie où il rejoint le Sydney FC. Il ne possède pas de place de titulaire et ne joue que 7 matches dans l'A-League. Il retourne alors dans son pays natal pour jouer avec le Hawke's Bay United.

## Palmarès
- Champion d'Océanie : 2008.
- Coupe d'Afrique du Sud : 2016 et 2017.